# Titel (wrestling)
 For alternative betydninger, se Titel. (Se også artikler, som begynder med Titel)
En titel inden for wrestling er en måde, hvorpå en wrestlingorganisation kan anerkende en wrestler som den bedste. 

## Historie
Wrestlere konkurrerer om titlen og er nødsaget til at forsvare den, når de har vundet den. Fysisk er titlen repræsenteret af et bælte, som den regerende mester kan have på. I tagteam-titler er der to bælter – et bælte til hver wrestler. 
Langt de fleste wrestlingorganisationer har en større titel, fx en VM-titel, og nogle har flere. Titlerne er angivet efter vægt, højde, køn, wrestlingstil eller andre indskrænkning. Flere wrestlingorganisationer anerkender som regel kun deres egne titler, men i nogle tilfælde har wrestlingorganisationer anerkendt titler på tværs af hinanden. Når en wrestlingorganisation overtager en anden, kan titlerne fortsættes i den nye organisation eller forenes med de tilsvarende titler. 
Det er bookerne i wrestlingorganisationen, der bestemmmer, hvem der skal være indehaver af titlen. Den bliver ofte givet til bedste wrestler eller til den, som bookerne tror, fans vil være mest interesseret i set i forhold til tilskuertal og tv-seere. En kombination af titlens historie, titlens tidligere indehavers præstationer og hyppigheden og måden, som titlen bliver vundet og forsvaret på, har indflydelse på, hvordan titlen bliver modtaget af fans i forhold til titlens kvalitet, betydning og ry. 
Antallet af titler, der er blevet vundet i løbet af en wrestlers karriere, kan blive en målestok for, hvordan wrestleren har klaret sig, og hvor mange fans og seere wrestleren har trukket til shows. De mest vindende wrestlere klassificeres som legender. Den amerikanske wrestler Ric Flair har vundet VM-titlen 16 gange fordelt over tre årtier, mens den japanske wrestler Último Dragón på et tidspunkt var indehaver af 10 forskellige titler samtidig.

## Typer af bælter
Titelbælterne er lavet på samme måde som i boksning og er typisk lavet af guld eller andre værdifulde metaller. På titelbæltet står der som regel titlens navn og den organisation, som bæltet kan forsvares i. 
I World Wrestling Entertainment (WWE) har alle bælter siden 2002 haft navnet på den nuværende mester på selve bæltet. Oprindeligt var det kun på "Big Gold Belt" – en VM-titel i National Wrestling Alliance (NWA), der senere også blev forsvaret i World Championship Wrestling (WCW) – at der stod navn på. Da de to titler blev forenet, overtog WWE's VM-bælte traditionen med navnene på titlen. 

## Skadede mestre
En titels skæbne afhænger af mesterens tilstand. Den regerende mester kan blive tvunget til at opgive sin titel, hvis vedkommende bliver ramt af en alvorlig skade. I så fald bliver titlen erklæret for ledig. I nogle sjældne tilfælde kan den regerende mester få lov til at beholde titlen på trods af en alvor skade. I World Wrestling Entertainment har Trish Stratus eksempelvis beholdt WWE Women's Championship, selv om hun blev langtidsskadet.

## Klassificering
Inden for wrestling er titlerne ofte delt op i forskellige klassificeringer, som hver især designerer vigtigheden af det enkelte bælte.

### Primære titler
Den mest almindelige type titel er regionale titler. De fleste nationale wrestlingorganisationer vil dog også anerkende en verdensmester (world heavyweight champion) eller noget tilsvarende, der vil signalere, at den regerende mester er organisations bedste wrestler. Disse organisationer har ofte også andre nationale og internationale titler, der fungerer som sekundære titler. Flg. er eksempler på store, primære titler:
- WWE World Heavyweight Championship
- WWE Championship
- ECW World Heavyweight Championship
- ROH World Championship
- TNA World Heavyweight Championship
- NWA World Heavyweight Championship
- IWGP Heavyweight Championship
- AJPW Triple Crown Championship
- GHC Heavyweight Championship
- WCW World Heavyweight Championship
- WCW International World Heavyweight Championship
- AWA World Heavyweight Championship
- AAA World Heavyweight Championship
- CMLL World Heavyweight Championship

### Sekundære titler
Sekundære titler kan sagtens være store, regionale titler i organisationer, hvor der er en verdensmester. Eksempler på sekundære titler, der er nationale eller internationale kan være:
- WWE Intercontinental Championship
- WWE United States Championship
- WWE European Championship
- NWA North American Heavyweight Championship

### Vægtklasse
En anden almindelig opdeling af titler er efter vægtklasse. De fleste wrestlingorganisationer foretrækker at have sværvægtstitlen som den øverste og vigtigste titel, men der findes også eksempler på andre, der har fx letsværvægtere (cruiserweight) som toptitlen. De fleste wrestlingorganisationer har traditionelt haft mindst en titel inden for vægtklasser, men i amerikansk wrestling er det så småt ved at blive faset ud. Eksempelvis har World Wrestling Entertainment deaktiveret WWE Cruiserweight Championship (for wrestlere under 100 kg), og Total Nonstop Action Wrestling har i stedet for en cruiserweight-række indført TNA X Division Championship, hvor denne type wrestlere ofte kæmper, men der er ingen officielle krav om vægtklasse. Eksempler på titler baseret på vægtklasser kan være:
- WWE Cruiserweight Championship (under 220 lbs)
- WWF Light Heavyweight Championship (under 215 lbs)
- CZW World Junior Heavyweight Championship (under 220 lbs)

### Køn
Køn spiller ofte en rolle i klassificeringen af titler. Fordi wrestling historisk set har været for mænd, er det oftest kvindernes titel, der får ordet "Women's" inkluderet i navnet på titlen. Mænd har derfor ikke lov til at vinde disse titler, og på samme måde har kvinder heller ikke lov til at vinde andre titler, selv om der er set eksempler på, at kvindelige wrestler har vundet titler for herrerne, fx da Chyna vandt WWF Intercontinental Championship i 1999 mod Jeff Jarrett. Komikeren Andy Kaufmann lavede engang et Inter-gender Championship, som kunne vindes af både mænd og kvinder. Der eksisterer mange forskellige titler for kvinder:
- WWE Women's Championship
- WWE Divas Championship
- TNA Women's Knockout Championship
- NWA Women's Championship
- Shimmer Championship
- WCW Women's Championship
- AAA Reina de Reinas Championship

### Gimmick
Specielle gimmick-kampe udvikler sig i nogle tilfælde til nye titelbælter. Særlige evner inden for en speciel type kampe bliver kendetegnet ved sådan en ny type række, og den regerende mester betragtes som den bedste inden for den række. Gimmick-titler er ofte meget forskellige. Eksempelvis smider et Hardcore Championship regelbogen ud af vinduet og tillader brug af våben, hvilket ofte resulterer i blodige kampe (hardcore-kampe). En anden velkendt gimmick-titel er et Television Championship, hvor titlen bliver forsvaret mange flere gange, fordi titlen som regel bliver forsvaret på ugentlige tv-programmer (i modsætning til store titler, der ofte kun bliver forsvaret på månedlige pay-per-view-show) med en 15-minutters tidsgrænse. Flg. er eksempler på gimmick-titler:
- WWE Hardcore Championship
- WCW World Television Championship
- ECW World Television Championship
- ROH World Television Championship
- ROH Pure Championship
- TNA X Division Championship
- TNA Television Championship
- WCW Hardcore Championship

### Tagteam
Tagteam-titlerne er endnu en type wrestlingtitel. Nogle betragter tagteam-titlerne som en gimmick-titel, men de er unikke på en anden måde, fordi det tillader flere wrestlere at holde den samme titel samtidig. Den mest populære brug af tagteam-titler er med to wrestlere på hvert hold. Der findes dog også eksempler på tagteam-titler på tre og fire wrestlere på hvert hold. Det fremgår som regel af navnet på tagteam-titlen, hvis der mere end to wrestlere på hvert hold. Flg. er eksempler på tagteam-titler:
- WWE World Tag Team Championship
- WWE Tag Team Championship
- ROH World Tag Team Championship
- TNA World Tag Team Championship
- NWA World Tag Team Championship
- IWGP Tag Team Championship
- IWGP Junior Heavyweight Tag Team Championship
- GHC Tag Team Championship
- GHC Junior Heavyweight Tag Team Championship
- WCW World Tag Team Championship
- ECW World Tag Team Championship
- AWA World Tag Team Championship

Andre typer tagteam-titler er kombineret med regionale forhold, køn, gimmick eller vægtklasse. I sådanne tilfælde er det oftest organisationens World Tag Team Championship (VM-titlen for tagteams), der er den vigtigste tagteam-titel, mens den modificerede tagteam-titel er sekundær. Flg. er eksempler på modificerede tagteam-titler:
- NWA North American Tag Team Championship
- NWA United States Tag Team Championship
- WCW United States Tag Team Championship
- TNA Knockout Tag Team Championship
- WCW Cruiserweight Tag Team Championship

### Titler, der ikke er sanktioneret
I nogle særlige tilfælde er titler inden for wrestling ikke sanktioneret af wrestlingorganisationen, som titlen bliver forsvaret i. Det er ofte i forbindelse med en bestemt storyline mellem to eller flere wrestlere. I organisationen påstår en wrestler, at han er indehaver af en "hjemmelavet" titel, men organisationen anerkender officielt ikke indehaveren som mester. Flg. er eksempler på sådanne titler:
- Ted DiBiases Million Dollar Championship i World Wrestling Federation
- Tazs "Fuck The World" Heavyweight Championship i Extreme Championship Wrestling
- Sports Entertainment Xtremes Australian Heavyweight Championship in Total Nonstop Action Wrestling
- Ric Flair tog Big Gold Belt med sig til World Wrestling Federation, selv om titlen hørte til i National Wrestling Alliance og World Championship Wrestling. Flair påstod, at han den rigtige verdensmester inden for wrestling.
- James Storms Beer Drinking Championship i Total Nonstop Action Wrestling
- Booker Ts introducerede TNA Legends Championship og kårede sig selv til den første mester. Titlen blev senere en officiel titel.
- The CZW Ultraviolent Underground Championship i Combat Zone Wrestling.